# Вісті Придніпров'я
Обласна суспільно-політична газета «Вісті Придніпров'я», Дніпропетровська область
Заснована 5 березня 1999 року.
Виходить двічі на тиждень, у вівторок та четвер.
Засновник: Дніпропетровська обласна державна адміністрація (до 29 лютого 2016 року)
З 01 березня 2016 року Засновник та Видавець — ТОВ "Видавництво"Вісті".
На базі редакції газети працює «Вісті-Центр»[недоступне посилання з червня 2019], де журналісти спілкуються з політиками, експертами, представниками шоу-бізнесу.
Головний редактор Олексій Семенович Ковальчук. 24 лютого 2012 року О. С. Ковальчука обрано головою Дніпропетровської обласної організації [Архівовано 17 травня 2013 у Wayback Machine.] Національної спілки журналістів України (НСЖУ). Таке рішення прийнято на XVI звітно-виборчій конференції обласної організації НСЖУ. За кандидатуру Олексія Ковальчука проголосував 81 із 104 зареєстрованих делегатів конференції.
У 2013 році газета «Вісті Придніпров'я» перемогла у творчому конкурсі Національної спілки журналістів України в номінації «Найкраща регіональна, обласна газета». Урочиста церемонія відзначення переможців творчих конкурсів НСЖУ до Дня журналіста відбулась 30 травня у Києві. [Архівовано 19 вересня 2018 у Wayback Machine.]
Ексклюзивні матеріали газети та архів номерів у форматі .pdf можна переглянути на сайті «Вістей Придніпров'я» [Архівовано 28 листопада 2011 у Wayback Machine.]